# Лотар Штебер
Лотар Штебер (нім. Lothar Stäber, 1 квітня 1936) — німецький велогонщик.
Срібний призер Олімпійських Ігор 1960 року на тандемах.